# Batarà pissarrós dorsi-ratllat
El batarà pissarrós dorsi-ratllat (Thamnophilus insignis) és una espècie d'ocell de la família dels tamnofílids (Thamnophilidae).

## Hàbitat i distribució
Habita zones boscoses de Veneçuela meridional, oest de Guyana i nord del Brasil.